# Ronald Rawson
Ronald Rawson "Ron" Rawson (Kensington, Londres, 17 de juny de 1892 - Kensington, Londres, 30 de març de 1952) va ser un boxejador anglès que va competir en els anys posteriors a la Primera Guerra Mundial.
Mallin va ser campió britànic cinc anys consecutius, entre 1919 i 1923. També va ser campió del món del pes mitjà entre 1920 i 1928. No va perdre cap dels més de 300 combats que disputà com amateur, així com tampoc lluità com a professional.
El 1920 va prendre part en els Jocs Olímpics d'Anvers, on guanyà la medalla d'or de la categoria del pes pesant, del programa de boxa, en superar a la final al danès Søren Petersen.
Durant la Primera Guerra Mundial va servir com a capità al cos de Royal Engineers i va ser guardonat amb la Creu Militar. El 1920 i 1921 guanyà el títol del pes pesant de l'Amateur Boxing Association of England.